# Chondropyga dorsalis
Chondropyga dorsalis är en skalbaggsart som beskrevs av Donovan 1805. Chondropyga dorsalis ingår i släktet Chondropyga och familjen Cetoniidae. Inga underarter finns listade i Catalogue of Life.

## Bildgalleri

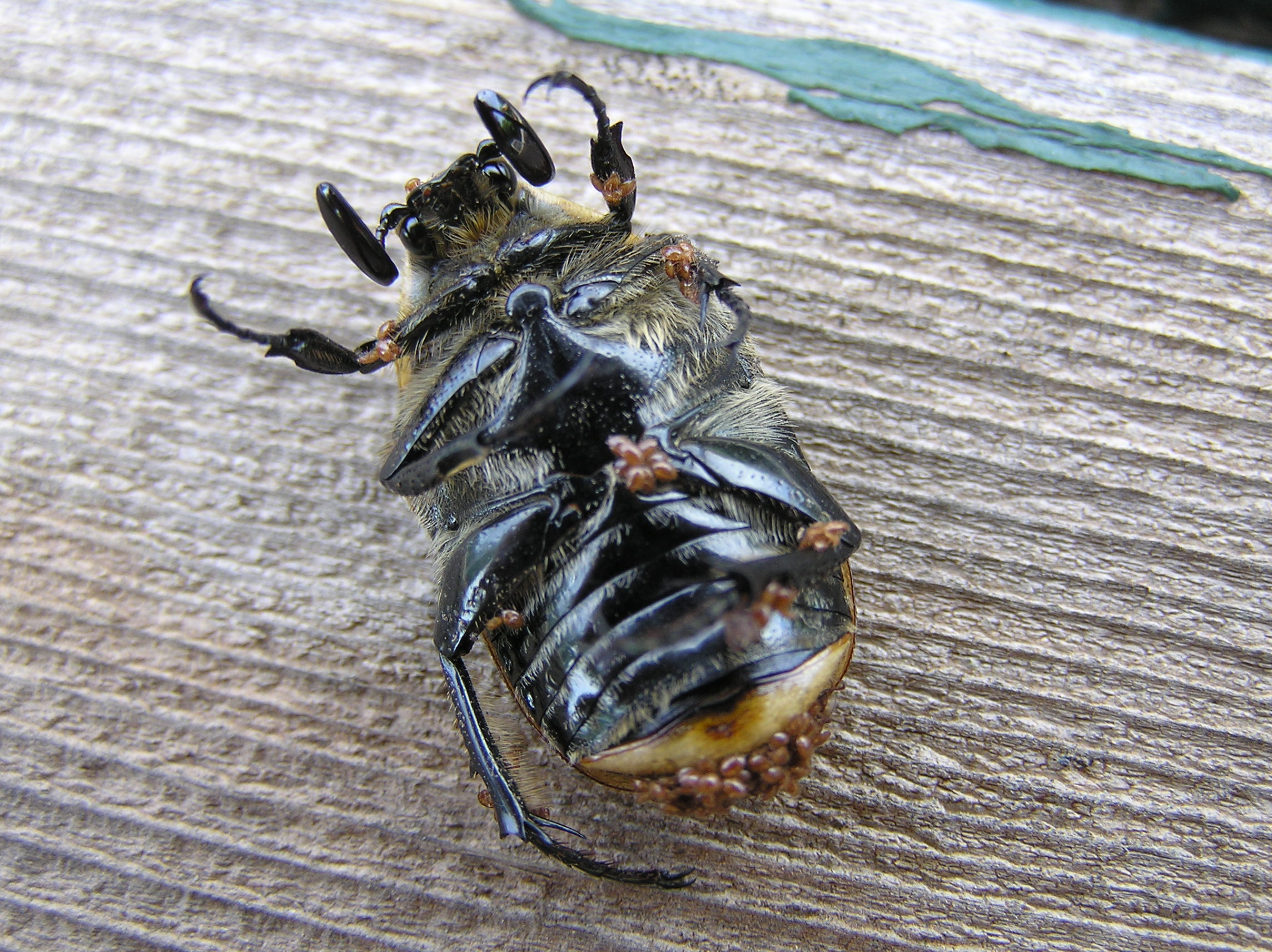
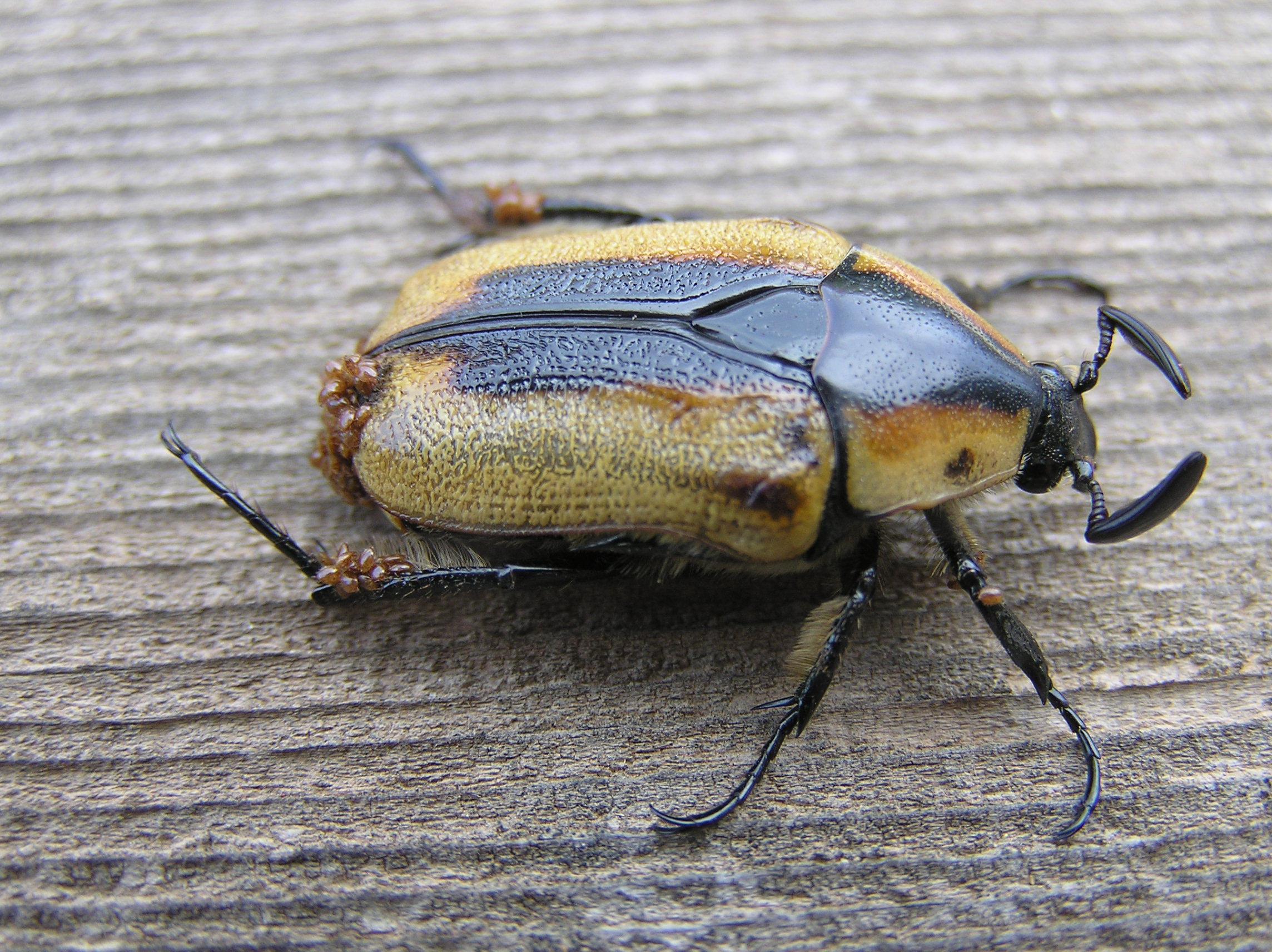
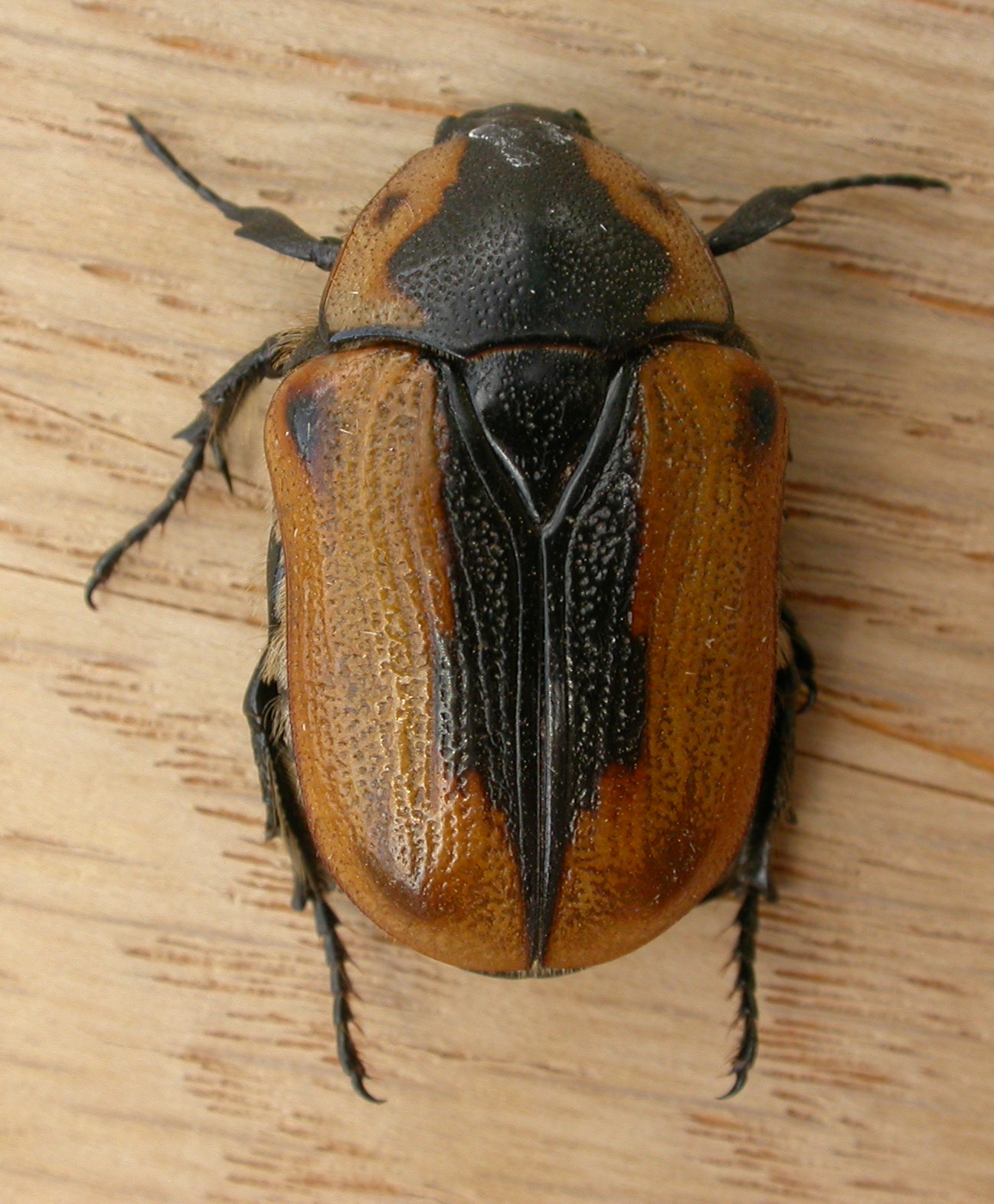
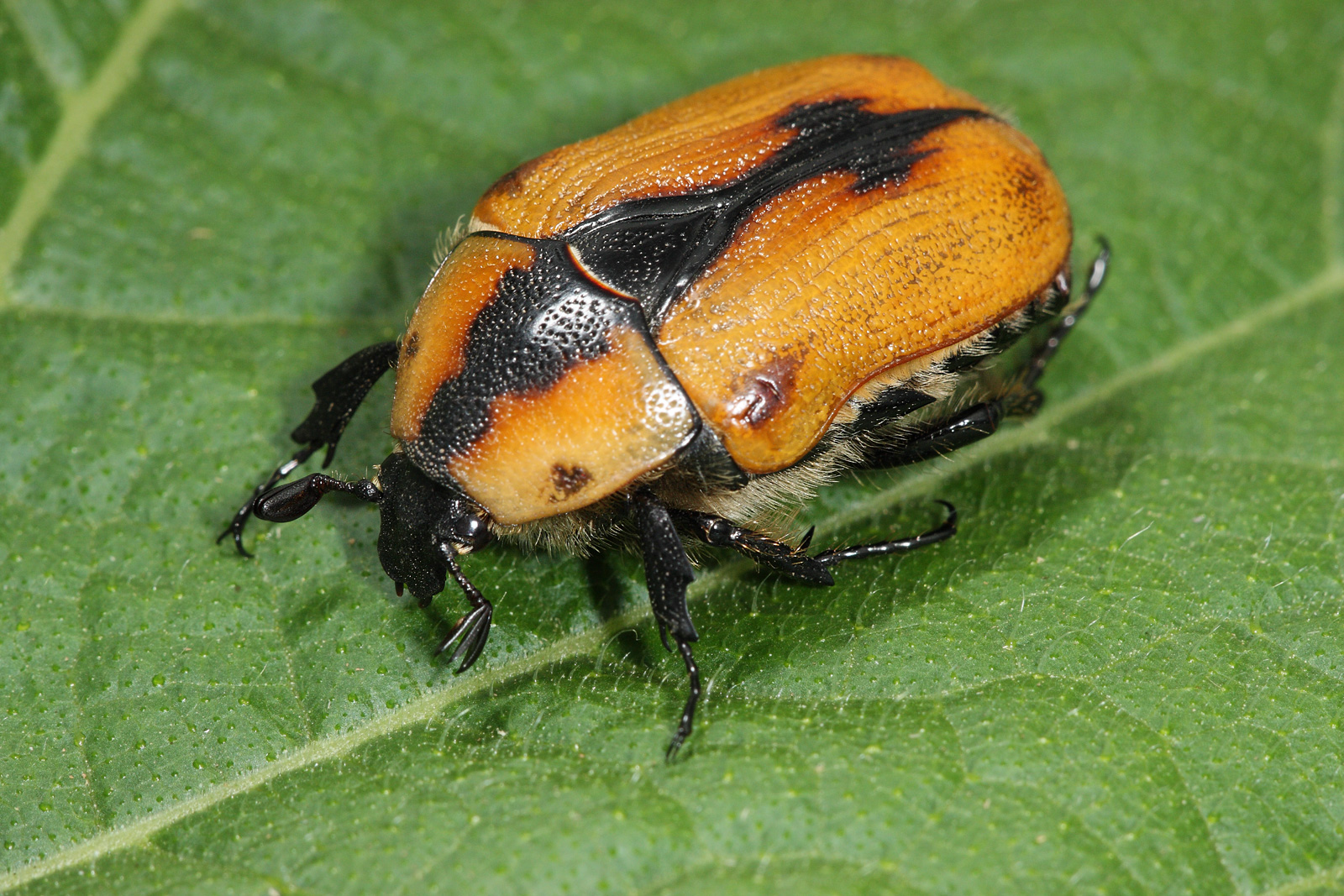
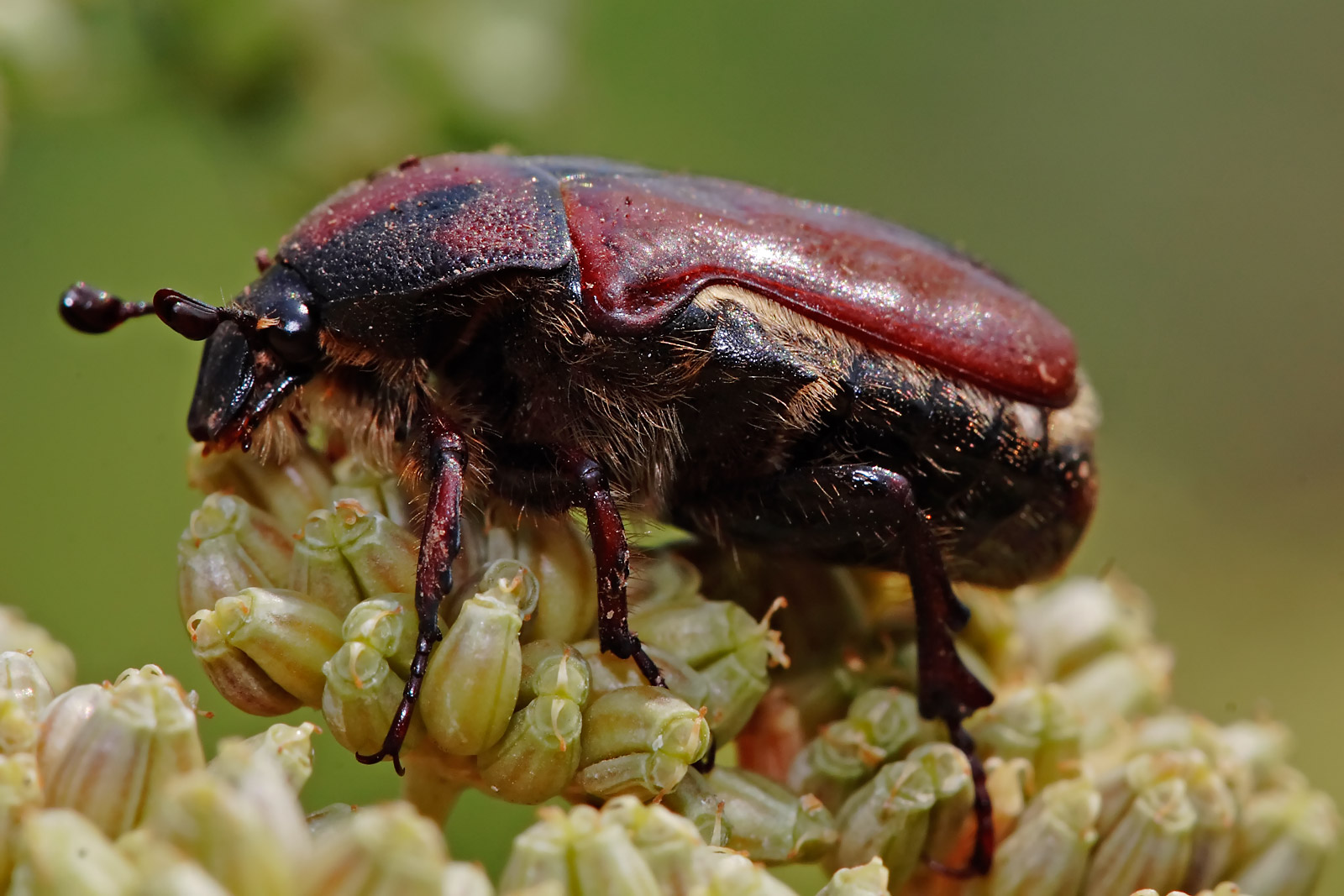